# Sical de front ardent
El sical de front ardent (Sicalis columbiana) és un ocell de la família dels tràupids (Thraupidae).

## Hàbitat i distribució
Habita zones obertes amb matolls, vegetació secundària, sabana i terres de conreu de les terres baixes de l'est de Colòmbia, sud de Veneçuela, nord-est del Perú i Amazònia i sud-est del Brasil.